# Rubroboletus satanas
Il Rubroboletus satanas (Lenz) Kuan Zhao & Zhu L. Yang, 2014, chiamato comunemente porcino malefico per il rischio di confusione con l'edule Boletus edulis, è un fungo tossico della famiglia delle Boletaceae. È conosciuto anche col binomio obsoleto di Boletus satanas.

## Etimologia
Dal latino satanas, di Satana, cioè diabolico, malefico.

## Descrizione della specie

### Cappello
10-30 (40) cm di diametro, carnoso, emisferico, poi convesso-appiattito, biancastro, bianco-verdastro o bianco-grigiastro, glabro e liscio, con piccole screpolature al centro; diventa bruno-bluastro quando manipolato. Nell'esemplare vecchio diventa 
gnoccoso, si storce.

### Pori
Piccoli, rotondi, rosso-sangue o rosso-arancione verso il margine, viranti nel verdastro alla pressione.

### Tubuli
Giallognoli o giallo-verdastri, corti, al tocco virano nel blu.

### Gambo
Ovale o globoso, tozzo, compatto, ingrossato alla base, color giallognolo (giallo rosso) o giallo-arancio; nella parte alta  (l'attaccatura al cappello) ricoperto da un fine reticolo a piccole maglie di colore rosso-vivo; la parte centrale e inferiore è a superficie rossa con reticolo concolore. La parte sotto terra, quella che lo collega, ed è parte integrante, al micelio è giallo-brunastro. Il colore si vede raramente in quanto spessissimo è sporco di terra.

### Carne
Soda, compatta, biancastra, assumente rapidamente al taglio una tinta rossiccia che dapprima vira nel viola oppure nel blu tenue, successivamente nel grigio.

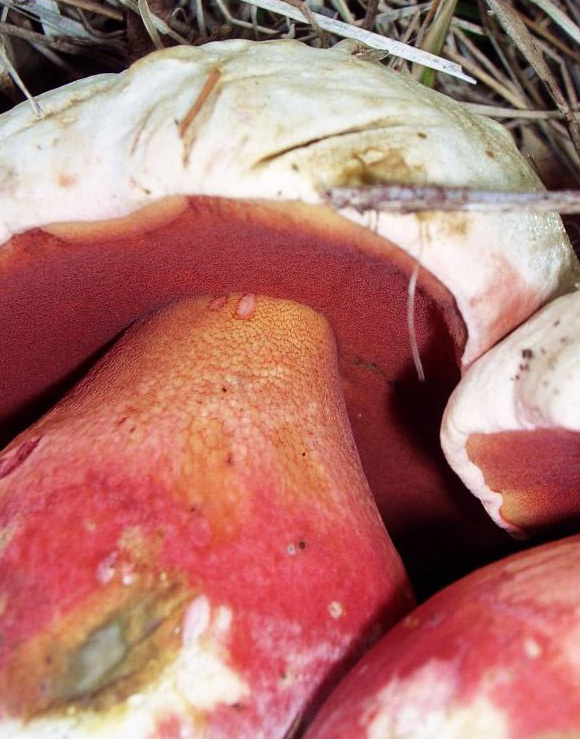
B.satanas - dettaglio di pori e reticolo

- Odore:  sgradevole,alla lunga nauseante. In maturità di "cadavere".
- Sapore: inizialmente gradevole e dolciastro, come di "noce", poi piuttosto sgradevole. Più accentuato negli esemplari più vecchi.

### Caratteri microscopici
Spore
Fusiformi, bruno-olivastre in massa.

## Distribuzione e habitat
Cresce generalmente su suoli calcarei, sotto latifoglie, dalla primavera all'estate e, talvolta, anche nella prima metà dell'autunno.
Si sviluppa in zone prevalentemente esposte a sud, non molto elevate. Vive in simbiosi anche con il castagno ed è facile trovarlo in gruppi più o meno numerosi.

## Commestibilità
Molto velenoso, provoca vomito persistente.
Dal Rubroboletus satanas è stata estratta una potente glico-proteina tossica, la Bolesatina, un inibitore della sintesi proteica a livello ribosomale (meccanismo: nucleoside trifosfato fosfatasi), idrolizzando il GTP nonché l'ATP.

## Tassonomia

### Sinonimi e binomi obsoleti
- Boletus satanas Lenz, Schwämme Mitteldeutschl.: 67 (1831)
- Suillus satanas (Lenz) Kuntze, Revis. gen. pl. (Leipzig) 3(2): 536 (1898)
- Tubiporus satanas (Lenz) Maire, Publ. Inst. Bot. Barcelona 3(no. 4): 45 (1937)
- Rubroboletus satanas (Lenz) Kuan Zhao & Zhu L. Yang, Phytotaxa 188(2): 70 (2014) f. satanas
- Suillellus satanas (Lenz) Blanco-Dios, Index Fungorum 211: 2 (2015) f. satanas
- Suillellus satanas (Lenz) Blanco-Dios, Index Fungorum 211: 2 (2015) var. satanas
- Suillellus satanas (Lenz) Blanco-Dios, Index Fungorum 211: 2 (2015)
- Boletus crataegi Smotl., C.C.H. 29(1-3): 32 (1952)
- Boletus satanas f. crataegi Smotl. ex Antonín & Janda, Acta Musei Moraviae, Sci. biolog. 92: 212 (2007)
- Rubroboletus satanas f. crataegi (Smotl. ex Antonín & Janda) Janda & Kříž, Czech Mycol. 68(1): 109 (2016)
- Suillellus satanas f. crataegi Smotl. ex Blanco-Dios, Index Fungorum 211: 2 (2015)
- Rubroboletus satanas f. crataegi Smotl. ex Mikšík, Index Fungorum 260: 1 (2015)

### Specie simili
- Caloboletus calopus, da cui si distingue principalmente per il sapore dolciastro (molto amaro nel C. calopus), per il gambo obeso e per i pori rossi.
- In alcune sue forme particolari, di rado, può essere confuso con il Neoboletus erythropus che però ha il cappello di colore marrone-bruno e la carne virante al verde/azzurro invece che al viola e poi lentamente al blu/azzurro. I meno esperti potrebbero essere tratti in inganno, oltre che dalla forma del carpoforo, anche dal colore del cappello del N. erythtropus che a volte si presenta leggermente decolorato e quindi vagamente simile a quello del R. satanas.
- Suillellus luridus, stesso discorso del N. erythropus.
- Boletus splendidus, con gambo rosso chiaro, cappello grigio topo nel giovane e con aloni roseii nel vecchio.
- Boletus pulchrotinctus